# 汪寿华
汪寿华（1901年4月—1927年4月11日），原名何纪元，曾用名何今亮，字介尘，中国浙江诸暨人，中国共产党早期工人运动的组织者和领导人。

## 生平
1917年秋，考入浙江省立第一师范学校，受五四运动影响，开始学习并接受马克思主义。
1920年9月，经沈玄庐等人介绍，加入中国社会主义青年团。
1921年起，被派往海参崴工作学习了五年，其间创立了海参崴工人俱乐部，潜心学习俄语并阅读革命方面的书籍。 
1923年，加入中国共产党，并作为远东职工代表，赴莫斯科出席了国际反帝同盟会议。
1925年初，赴上海参加中国共产党第四次全国代表大会，做关于职工运动的报告后回到海参崴。
五卅惨案爆发后，因其富有工人运动的组织经验而被召回国内开展工人运动工作。
1926年5月开始，作为上海区委军事特别委员会成员的汪寿华，多次发动上海各行业工人进行大规模罢工斗争，并参与领导了上海工人的第一、二次武装起义。
1927年2月23日，中共中央总书记陈独秀主持召开了中共中央和上海区委联席会议，决定组织特别委员会作为武装起义的最高领导机关，准备进行上海工人第三次武装起义。特别委员会以中共中央总书记陈独秀为首，主要成员有周恩来、罗亦农、赵世炎、汪寿华、尹宽、彭述之等。汪寿华负责联络上海国民党及各方人士共同反对北洋军阀。
1927年3月21日，上海工人第三次武装起义爆发。起义开始时，汪寿华曾派人到龙华请北伐军东路总指挥白崇禧派部队配合工人起义，希望能内外夹攻，消灭军阀。但白崇禧已接到蒋介石的密令，按兵不动，意图借军阀之手消灭工人武装。经过28小时的血战，起义军最终消灭了敌人，占领了除租界以外的整个上海地区，起义取得了胜利。
起义胜利的当天，在上海南市召开了有4000多人参加的第二次市民代表会议，选举产生了上海特别市临时政府，汪寿华当选为临时市政府委员。稍后，党内亦决定罗亦农和汪寿华等为市政府党团干事会成员。
1927年3月23日，汪寿华下令工人纠察队协助北伐军维持地方治安，同时通知工人于24日复工。
1927年3月24日，将上海总工会迁至湖州会馆办公。
1927年3月27日，在汪寿华的主持下，上海总工会召开了全市工人代表大会，有1000多名工人代表参加。会上，汪寿华报告了起义的经过，并提出收回租界、肃清一切反动派、工人武装自卫、改善工人生活、发展和整顿工会组织等17项任务。会议还选出了汪寿华等40人为上海总工会执行委员。次日，执行委员会推选汪寿华为上海总工会委员长。此后，在汪寿华的领导下，上海工人运动发展迅速，至3月底，加入总工会的工会即达到502个，会员82万人；工人纠察队经过整编，成立14个大队共2700人，拥有机枪20多挺、步枪4000余支。
1927年3月27日，面见蒋介石，蒋介石提出外交方面要工会方面听军事当局指挥，汪寿华没有答复。在第二天的上海区委主席团会议上，汪寿华汇报了会见蒋介石的情况。
1927年3月28日，区委主席团会议上又内定汪寿华兼任市政府劳动局局长。
1927年4月11日，杜月笙邀汪寿华晚上去其府上赴宴，当晚，汪寿华应约前去，至深夜未归。
据《杜月笙传》记载，汪寿华进入杜宅后，即被杜月笙指使手下芮庆荣、高鑫宝、马祥生和叶焯山等人打昏后装入麻袋，活埋于沪西枫林桥。而1996年第2期的《上海党史研究》则根据中国第二历史档案馆保存的审讯汪寿华的口供笔录提出，汪寿华应是在4月11日赴杜宅被控制后，由杜月笙派人押到枫林特务处杨虎处，于12日被枪杀。卒年26岁。